# مسعود جهانبانی
مسعود جهانبانی (زادهٔ ۱۳۰۱ در تهران) دیپلمات ایرانی در دورهٔ پهلوی بود. او فرزند اول امان‌الله جهانبانی از همسر دومش بود. او در سال ۱۳۲۲ وارد وزارت خارجه شد. ازجمله مهم‌ترین پست‌ها و مشاغل وی در وزارت امور خارجه می‌توان به دبیر دوم نمایندگی دائمی شاهنشاهی در سازمان ملل متحد، معاون اداره اقتصادیات، معاون ادارهٔ سوم سیاسی، دبیر دوم سفارت کبرای شاهنشاهی در پاریس، دبیر اول سفارت کبرای شاهنشاهی در پاریس، دبیر مخصوص وزیر امور خارجه، نماینده علی‌البدل در دورهٔ سیزدهم سازمان ملل، کفیل کنسولگری نیویورک، سرکنسول نیویورک با مقام وزیر مختاری، رئیس ادارهٔ تشریفات وزارت امور خارجه، معاون ثابت اداری وزارت امور خارجه و سفیر کبیر ایران در فرانسه بود. مسعود جهانبانی در مقطع پیروزی انقلاب ۱۳۵۷، در خارج از کشور به سر می‌برد و هیچ‌گاه بازنگشت.
وی، تحصیلات ابتدایی خود را در دبستان تربیت تهران انجام داده، در جوانی با دختر عمویش بدری منیر جهانبانی ازدواج کرد. همسر وی فرزند سرلشکر منصور جهانبانی بود؛ به عبارتی، مسعود جهانبانی باجناغ غلامرضا پهلوی و برادرش حسین بود. او مدرک دکترای خودش در رشتهٔ حقوق بین‌الملل را از دانشگاه پاریس اخذ کرد.